# Fabian Delph
Fabian Delph (Bradford, 21 novembre 1989) è un ex calciatore inglese di origini guyanesi, difensore o centrocampista.

## Caratteristiche tecniche
Delph nasce calcisticamente come difensore centrale. Durante gli anni, avanza il proprio raggio d'azione diventando un jolly di centrocampo. È un calciatore di movimento, dotato di uno spiccato spirito battagliero e abile nel tackle. Possiede inoltre un buon controllo di palla e un ottimo tiro dalla distanza. Può giocare all'occorrenza come terzino sinistro.

## Carriera

### Club

#### Leeds Utd

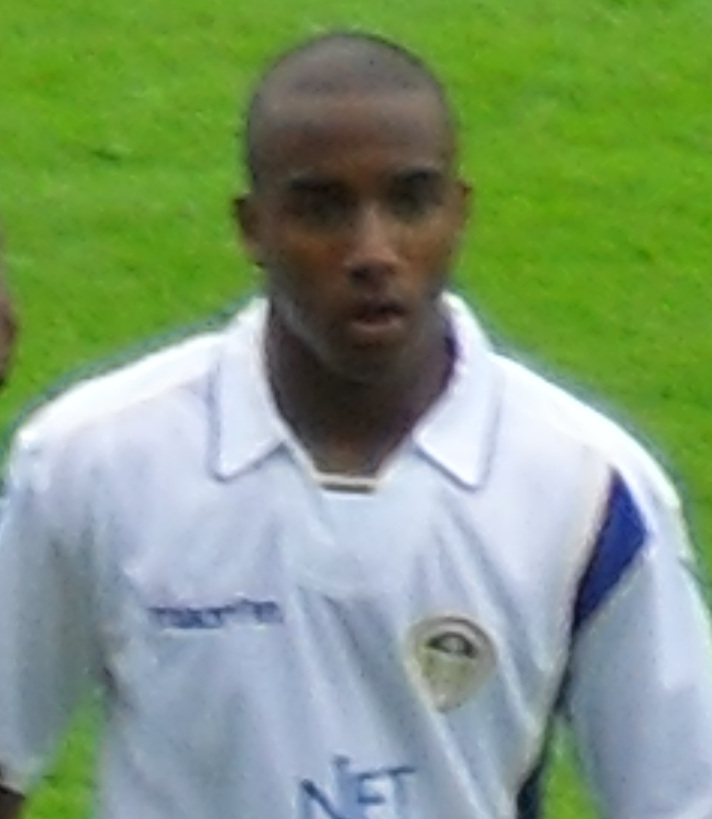
Delph agli esordi, con la maglia del Leeds nel 2009.

Delph ha iniziato la carriera nelle giovanili del Bradford City. Ha poi lasciato la squadra nel settembre 2001, per trasferirsi al Leeds United. È stato raccomandato al tecnico dell'Academy Greg Abbott da Paul Jewell, poiché suo figlio fu un compagno di squadra di Delph. Ha frequentato la Tong Secondary School, finché non l'ha abbandonata per andare in una scuola scelta dal Leeds, a sedici anni.
Delph è stato successivamente nominato capitano della squadra riserve del Leeds. Ha debuttato in prima squadra nei minuti finali della sfida contro il Derby County del 6 maggio 2007. Ha firmato il primo contratto professionistico l'11 gennaio 2008 e nella stessa stagione ha totalizzato altre due presenze, entrambe come sostituto.
Ha giocato da titolare nella Football League Cup, contro il Chester City, nel primo turno. Ha poi firmato un rinnovo di contratto quadriennale con il Leeds United. Ha celebrato la firma siglando la sua prima rete il giorno successivo, nella vittoria per cinque a due sul Crewe Alexandra. Ha poi realizzato una doppietta nella vittoria per 3-0 sul Walsall, con due tiri dalla distanza.
A marzo 2009 le sue prestazioni stagionali gli hanno fatto guadagnare la candidatura al premio di calciatore dell'anno della Football League One, vinto da Matty Fryatt. Si è comunque aggiudicato il premio di "Giovane dell'anno della Football League". Si è poi aggiudicato tre premi assegnati dal Leeds: è stato nominato calciatore dell'anno assieme a Jermaine Beckford, giovane dell'anno e la sua rete contro il Brighton è stata considerata la più bella della stagione.

#### Aston Villa

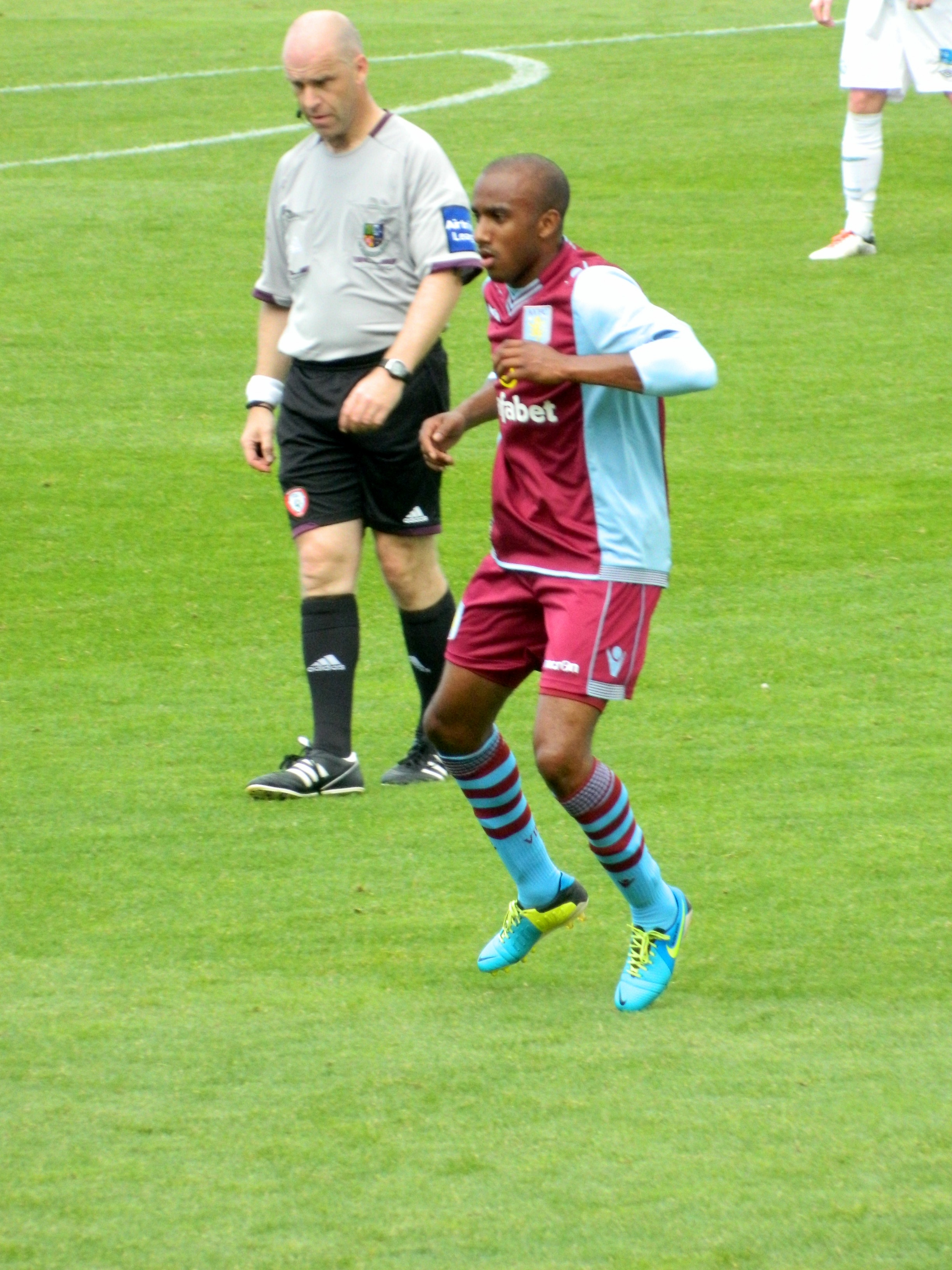
Delph in azione, con la maglia del Aston Villa nel 2013.

Il 4 agosto 2009 passa all'Aston Villa per 8 milioni di sterline (cifra record per un trasferimento dalla terza alla prima serie inglese). Il 20 gennaio 2012 ritorna al Leeds in prestito, ma un infortunio (che lo avrebbe tenuto fuori dal campo per il resto della stagione) lo costringe a prematuramente ritornare alla casa madre. Fa ritorno ai "Villans" nell'estate 2012, collezionando globalmente in sei stagioni 134 presenze segnando 8 reti.

#### Manchester City
Dopo le successive ottime stagioni con la maglia dei "Villans", il 17 luglio 2015 passa per 11,5 milioni di euro, ovvero il valore della clausola rescissoria, al Manchester City. Il 28 novembre seguente segna la sua prima rete con i "Citizens" nella vittoria 3-1 contro il Southampton.

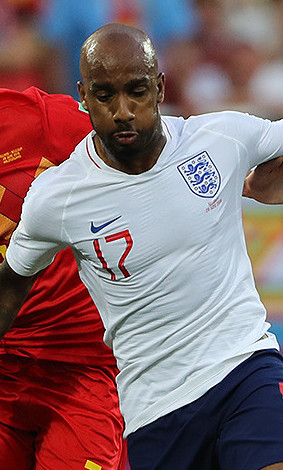
Fabian Delph con la maglia della nazionale inglese ai Mondiali 2018.

#### Everton
Il 15 luglio 2019 viene acquistato dall'Everton per 8,5 milioni, con cui firma un contratto triennale.

### Nazionale
Delph prima di rappresentare la nazionale inglese, era idoneo per poter giocare nella nazionale guyanese grazie alle sue origini. Tuttavia in seguito ha debuttato a marzo 2008 con l'Inghilterra under 19, entrando a partita in corso. Le prestazioni nel 2008 gli hanno fatto guadagnare l'attenzione di Stuart Pearce, allenatore dell'Inghilterra under 21, che lo ha convocato nel mese di novembre. Ha debuttato sostituendo Craig Gardner, nella sfida contro la Rep. Ceca under 21.
Esordisce con la nazionale inglese il 3 settembre 2014 nell'amichevole vinta per 1-0 contro la Norvegia. Nel maggio 2018 viene convocato dal CT. Gareth Southgate per il Mondiale 2018, dove debutta il 24 giugno nella partita contro Panama, scendendo poi in campo in altre tre occasioni.

## Statistiche

### Presenze e reti nei club
Statistiche aggiornate al 26 marzo 2020.
| Stagione               | Squadra                | Campionato             | Campionato | Campionato | Coppe nazionali | Coppe nazionali | Coppe nazionali | Coppe continentali | Coppe continentali | Coppe continentali | Altre coppe | Altre coppe | Altre coppe | Totale | Totale |
| Stagione               | Squadra                | Comp                   | Pres       | Reti       | Comp            | Pres            | Reti            | Comp               | Pres               | Reti               | Comp        | Pres        | Reti        | Pres   | Reti   |
| ---------------------- | ---------------------- | ---------------------- | ---------- | ---------- | --------------- | --------------- | --------------- | ------------------ | ------------------ | ------------------ | ----------- | ----------- | ----------- | ------ | ------ |
| 2006-2007              | Leeds Utd              | FLC                    | 1          | 0          | FACup+CdL       | 0+0             | 0               | -                  | -                  | -                  | -           | -           | -           | 1      | 0      |
| 2007-2008              | Leeds Utd              | FL1                    | 1          | 0          | FAcup+CdL       | 0+1             | 0               | -                  | -                  | -                  | -           | -           | -           | 2      | 0      |
| 2008-2009              | Leeds Utd              | FL1                    | 42+2       | 6          | FAcup+CdL       | 2+4             | 0               | -                  | -                  | -                  | -           | -           | -           | 50     | 6      |
| 2009-2010              | Aston Villa            | PL                     | 8          | 0          | FACup+CdL       | 4+2             | 1+0             | UEL                | 1                  | 0                  | -           | -           | -           | 15     | 1      |
| 2010-2011              | Aston Villa            | PL                     | 7          | 0          | FACup+CdL       | 1+0             | 0               | UEL                | 0                  | 0                  | -           | -           | -           | 8      | 0      |
| 2011-2012              | Aston Villa            | PL                     | 11         | 0          | FACup+CdL       | 0+0             | 0               | -                  | -                  | -                  | -           | -           | -           | 11     | 0      |
| gen.-feb. 2012         | Leeds Utd              | FLC                    | 5          | 0          | FACup+CdL       | 0+0             | 0               | -                  | -                  | -                  | -           | -           | -           | 5      | 0      |
| Totale Leeds Utd       | Totale Leeds Utd       | Totale Leeds Utd       | 51         | 6          |                 | 7               | 0               |                    | -                  | -                  |             | -           | -           | 58     | 6      |
| 2012-2013              | Aston Villa            | PL                     | 24         | 0          | FACup+CdL       | 2+6             | 0+1             | -                  | -                  | -                  | -           | -           | -           | 32     | 1      |
| 2013-2014              | Aston Villa            | PL                     | 34         | 3          | FACup+CdL       | 1+1             | 0+1             | -                  | -                  | -                  | -           | -           | -           | 36     | 4      |
| 2014-2015              | Aston Villa            | PL                     | 28         | 0          | FACup+CdL       | 4+0             | 2+0             | -                  | -                  | -                  | -           | -           | -           | 32     | 2      |
| Totale Aston Villa     | Totale Aston Villa     | Totale Aston Villa     | 112        | 3          |                 | 21              | 5               |                    | 1                  | 0                  |             | -           | -           | 134    | 8      |
| 2015-2016              | Manchester City        | PL                     | 17         | 2          | FACup+CdL       | 2+3             | 0               | UCL                | 5                  | 0                  | -           | -           | -           | 27     | 2      |
| 2016-2017              | Manchester City        | PL                     | 7          | 1          | FACup+CdL       | 5+0             | 0               | UCL                | 1                  | 1                  | -           | -           | -           | 13     | 2      |
| 2017-2018              | Manchester City        | PL                     | 22         | 1          | FACup+CdL       | 1+1             | 0               | UCL                | 5                  | 0                  | -           | -           | -           | 29     | 1      |
| 2018-2019              | Manchester City        | PL                     | 11         | 0          | FACup+CdL       | 1+2             | 0               | UCL                | 6                  | 0                  | CS          | 0           | 0           | 20     | 0      |
| Totale Manchester City | Totale Manchester City | Totale Manchester City | 57         | 4          |                 | 15              | 0               |                    | 17                 | 1                  |             | 0           | 0           | 89     | 5      |
| 2019-2020              | Everton                | PL                     | 16         | 0          | FACup+CdL       | 1+3             | 0+0             | -                  | -                  | -                  | -           | -           | -           | 20     | 0      |
| Totale carriera        | Totale carriera        | Totale carriera        | 236+2      | 13         |                 | 47              | 5               |                    | 18                 | 1                  |             | 0           | 0           | 301    | 19     |

### Cronologia presenze e reti in nazionale
| Cronologia completa delle presenze e delle reti in nazionale ― Inghilterra | Cronologia completa delle presenze e delle reti in nazionale ― Inghilterra | Cronologia completa delle presenze e delle reti in nazionale ― Inghilterra | Cronologia completa delle presenze e delle reti in nazionale ― Inghilterra | Cronologia completa delle presenze e delle reti in nazionale ― Inghilterra | Cronologia completa delle presenze e delle reti in nazionale ― Inghilterra | Cronologia completa delle presenze e delle reti in nazionale ― Inghilterra | Cronologia completa delle presenze e delle reti in nazionale ― Inghilterra |
| Data                                                                       | Città                                                                      | In casa                                                                    | Risultato                                                                  | Ospiti                                                                     | Competizione                                                               | Reti                                                                       | Note                                                                       |
| -------------------------------------------------------------------------- | -------------------------------------------------------------------------- | -------------------------------------------------------------------------- | -------------------------------------------------------------------------- | -------------------------------------------------------------------------- | -------------------------------------------------------------------------- | -------------------------------------------------------------------------- | -------------------------------------------------------------------------- |
| 3-9-2014                                                                   | Londra                                                                     | Inghilterra                                                                | 1 – 0                                                                      | Norvegia                                                                   | Amichevole                                                                 | -                                                                          | 69’                                                                        |
| 8-9-2014                                                                   | Basilea                                                                    | Svizzera                                                                   | 0 – 2                                                                      | Inghilterra                                                                | Qual. Euro 2016                                                            | -                                                                          | 9’                                                                         |
| 12-10-2014                                                                 | Tallinn                                                                    | Estonia                                                                    | 0 – 1                                                                      | Inghilterra                                                                | Qual. Euro 2016                                                            | -                                                                          | 61’                                                                        |
| 27-3-2015                                                                  | Londra                                                                     | Inghilterra                                                                | 4 – 0                                                                      | Lituania                                                                   | Qual. Euro 2016                                                            | -                                                                          |                                                                            |
| 31-3-2015                                                                  | Torino                                                                     | Italia                                                                     | 1 – 1                                                                      | Inghilterra                                                                | Amichevole                                                                 | -                                                                          | 70’                                                                        |
| 14-6-2015                                                                  | Lubiana                                                                    | Slovenia                                                                   | 2 – 3                                                                      | Inghilterra                                                                | Qual. Euro 2016                                                            | -                                                                          | 85’                                                                        |
| 5-9-2015                                                                   | Serravalle                                                                 | San Marino                                                                 | 0 – 6                                                                      | Inghilterra                                                                | Qual. Euro 2016                                                            | -                                                                          | 58’                                                                        |
| 8-9-2015                                                                   | Londra                                                                     | Inghilterra                                                                | 2 – 0                                                                      | Svizzera                                                                   | Qual. Euro 2016                                                            | -                                                                          | 3’                                                                         |
| 13-11-2015                                                                 | Alicante                                                                   | Spagna                                                                     | 2 – 0                                                                      | Inghilterra                                                                | Amichevole                                                                 | -                                                                          | 63’                                                                        |
| 2-6-2018                                                                   | Londra                                                                     | Inghilterra                                                                | 2 – 1                                                                      | Nigeria                                                                    | Amichevole                                                                 | -                                                                          | 81’                                                                        |
| 7-6-2018                                                                   | Leeds                                                                      | Inghilterra                                                                | 2 – 0                                                                      | Costa Rica                                                                 | Amichevole                                                                 | -                                                                          |                                                                            |
| 24-6-2018                                                                  | Nižnij Novgorod                                                            | Inghilterra                                                                | 6 – 1                                                                      | Panama                                                                     | Mondiali 2018 - 1º turno                                                   | -                                                                          | 63’                                                                        |
| 28-6-2018                                                                  | Kaliningrad                                                                | Inghilterra                                                                | 0 – 1                                                                      | Belgio                                                                     | Mondiali 2018 - 1º turno                                                   | -                                                                          |                                                                            |
| 7-7-2018                                                                   | Samara                                                                     | Svezia                                                                     | 0 – 2                                                                      | Inghilterra                                                                | Mondiali 2018 - Quarti di finale                                           | -                                                                          | 76’                                                                        |
| 14-7-2018                                                                  | San Pietroburgo                                                            | Belgio                                                                     | 2 – 0                                                                      | Inghilterra                                                                | Mondiali 2018 - Finale 3º posto                                            | -                                                                          |                                                                            |
| 11-9-2018                                                                  | Leicester                                                                  | Inghilterra                                                                | 1 – 0                                                                      | Svizzera                                                                   | Amichevole                                                                 | -                                                                          | 68’                                                                        |
| 15-11-2018                                                                 | Londra                                                                     | Inghilterra                                                                | 3 – 0                                                                      | Stati Uniti                                                                | Amichevole                                                                 | -                                                                          | cap.                                                                       |
| 18-11-2018                                                                 | Londra                                                                     | Inghilterra                                                                | 2 – 1                                                                      | Croazia                                                                    | UEFA Nations League 2018-2019 - 1º turno                                   | -                                                                          | 73’                                                                        |
| 6-6-2019                                                                   | Guimarães                                                                  | Paesi Bassi                                                                | 3 – 1 dts                                                                  | Inghilterra                                                                | UEFA Nations League 2018-2019 - Semifinale                                 | -                                                                          | 77’                                                                        |
| 9-6-2019                                                                   | Guimarães                                                                  | Svizzera                                                                   | 0 – 0 dts (5 – 6 dtr)                                                      | Inghilterra                                                                | UEFA Nations League 2018-2019 - Finale 3º posto                            | -                                                                          | 106’                                                                       |
| Totale                                                                     |                                                                            | Presenze                                                                   | 20                                                                         |                                                                            | Reti                                                                       | 0                                                                          |                                                                            |

## Palmarès

### Club

#### Competizioni nazionali
- Coppa di Lega inglese: 2

Manchester City: 2015-2016, 2017-2018
- Campionato inglese: 2

Manchester City: 2017-2018, 2018-2019
- Coppa d'Inghilterra: 1

Manchester City: 2018-2019
- Community Shield: 1

Manchester City: 2018